# Ivar Genesjö
Knut Ivar Lennart Genesjö (Södra Sandsjö, 24 gennaio 1931 – Ystad, 15 luglio 2020) è stato uno schermidore svedese, specialista della spada, vincitore di una medaglia d'argento ed una di bronzo ai Campionati mondiali di scherma.